# فرنسيسكو ديلغادو ميلو
فرنسيسكو ديلغادو ميلو (بالإسبانية: Francisco Delgado Melo)‏ (13 نوفمبر 1943 ببلاسينثيا في إسبانيا - ) هو لاعب كرة قدم إسباني في مركز الدفاع. شارك مع منتخب إسبانيا لكرة القدم. أما مع النوادي، فقد لعب مع أتلتيكو مدريد ورايو فايكانو وريال بلد الوليد.

## وصلات خارجية
- فرنسيسكو ديلغادو ميلو على موقع الاتحاد الأوربي (الإنجليزية)
- فرنسيسكو ديلغادو ميلو على موقع قاعدة بيانات كرة القدم.إي يو (الإنجليزية)
- فرنسيسكو ديلغادو ميلو على موقع ناشيونال فوتبول تيمز (الإنجليزية)
- فرنسيسكو ديلغادو ميلو على موقع عالم كرة القدم.نت (الإنجليزية)